# البوفورد

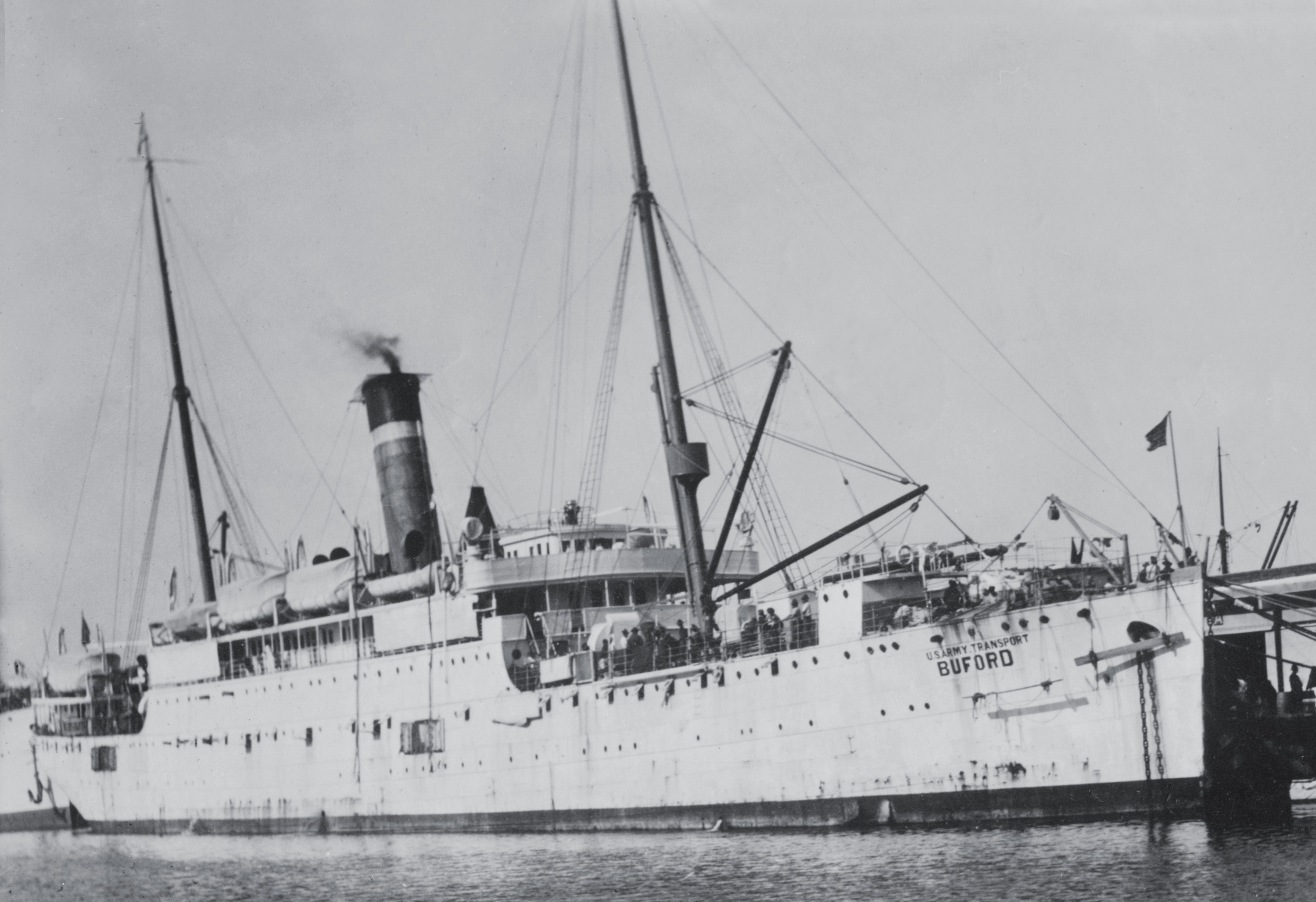

البوفورد, أيضا عرفت باسم سفينة نوح السوفييتية وسفينة نوح الحمراء من قبل الصحافة, كانت سفينة استخدمت لترحيل 248 اشتراكيا ولا سلطويا, من ضمنهم إيما جولدمان والكساندر بيركمان, من نيويورك (مدينة) إلى الاتحاد السوفيتى في ديسمبر1919. قبض على هؤلاء الأشخاص خلال ما عرف ب غارات بالمر.